# 尼禄·克劳狄·德鲁苏斯
尼祿·克勞狄·德魯蘇斯（拉丁語：Nero Claudius Drusus），通稱大德魯蘇斯，羅馬帝國早期的將軍，本爲克勞狄烏斯·尼祿與莉薇婭之子，莉薇婭改嫁屋大維（即首任皇帝奧古斯都）後成為奧古斯都繼子。因德魯蘇斯是第一個率軍攻占日耳曼，并抵达威悉河与易北河的將軍，故獲頭銜日耳曼尼庫斯。

## 生平
生父爲提貝里烏斯·尼祿、生母爲莉薇婭·杜路希拉，後因莉薇婭再婚而成為屋大維養子。
德魯蘇斯是第一個在日耳曼進行征服戰爭，也是第一個率羅馬軍隊抵達威悉河和易北河的將軍。公元前12年德魯蘇斯首次入侵日耳曼征服斯卡姆布里族，隨後從高盧北部海上入侵並征服了沿岸日耳曼部落。兩年後德魯蘇斯的戰績使羅馬佔據了威悉河以西幾乎全部領土，並爲羅馬帝國建立日耳曼省奠定了基礎。然而同年德魯蘇斯從馬背上摔落後不久傷重不治而死，而他攻佔的所有日耳曼領土都在19年後（公元9年）的條頓堡森林戰役中被日耳曼人收復。

## 後繼
與馬克·安東尼之女小安東尼婭結婚，育有二子一女：
- 日耳曼尼庫斯·尤利烏斯·凱撒，德魯蘇斯死後被提貝里烏斯收養爲繼承人，後先於提貝里烏斯逝世。
- 小莉薇婭，或莉薇拉，先後與奧古斯都的繼承人蓋烏斯·凱撒和提貝里烏斯的繼承人德鲁苏斯·尤里乌斯·凯撒結婚，後與提貝里烏斯的禁衛軍司令塞揚努斯訂婚，不久後塞揚努斯被控謀反，莉薇拉隨即也死去（一說自殺，一說被其母小安東尼婭餓死）。
- 克勞狄，即後來的皇帝克勞狄一世，在卡利古拉被刺後成為皇帝，後因食物中毒而死（傳說是被妻子毒殺）。